# Ы̄
Cette page contient des caractères spéciaux ou non latins. S’ils s’affichent mal (▯, ?, etc.), consultez la page d’aide Unicode.
Le yérou macron (capitale Ы̄, minuscule ы̄) est une lettre de l'alphabet cyrillique utilisée en aléoute, evenki, mansi, nanaï, néguidale, oultche, et selkoupe. Elle est composée du yérou ‹ Ы › diacrité d’un macron.

## Représentation informatique
Le yérou macron peut être représenté avec les caractères Unicode suivants :
- décomposé (cyrillique, diacritiques) :

| formes    | représentations | chaînes de caractères | points de code | descriptions                                         |
| --------- | --------------- | --------------------- | -------------- | ---------------------------------------------------- |
| capitale  | Ы̄               | Ы◌̄                    | U+042B U+0304  | lettre majuscule cyrillique yérou diacritique macron |
| minuscule | ы̄               | ы◌̄                    | U+044B U+0304  | lettre minuscule cyrillique yérou diacritique macron |